# Clematis delicata
Clematis delicata là một loài thực vật có hoa trong họ Mao lương. Loài này được H.Eichler ex W.T.Wang mô tả khoa học đầu tiên năm 2000.